# 1050-ті до н. е.

## Події
- Бл. 1050 до н. е. Ашшур-націр-апал I, цар Ассирії сходить на трон.

## Правителі
- фараони Єгипту Смендес та Аменемнісу;
- царі Ассирії Ашшур-бел-кала, Еріба-Адад II, Шамші-Адад IV та Ашшур-націр-апал I;
- цар Вавилонії Адад-апла-іддін;
- ван династії Шан Чжоу-сінь.